# 新穂尚子
新穂 尚子（にいほ なおこ、1973年10月30日 - ）は鹿児島県出身の女優。身長160cm、血液型はO型。

## 出演

### テレビドラマ
- 秀吉（1996年、NHK）※デビュー作
- ラブとエロス 第7話（1998年、TBS）
- 恋の奇跡 第12話（1999年、テレビ朝日）
- やまとなでしこ（2000年、フジテレビ） - 三沢綾役
- FACE〜見知らぬ恋人〜 第2話（2001年、日本テレビ）
- 私を旅館に連れてって 第3話（2001年、フジテレビ）
- 嫁はミツボシ。 第1話（2001年、TBS）
- 救命病棟24時 第2シリーズ 第3話（2001年、フジテレビ）
- 小早川伸木の恋 第2話（2006年、フジテレビ）

### 映画
- 真・女立喰師列伝 (2007年）

### 舞台
- 年上の女（2005年）
- わかば（2005年）
- 風の砦

| スタブアイコン | サブスタブ | この項目は、まだ閲覧者の調べものの参照としては役立たない、俳優（男優・女優）に関連した書きかけの項目です。この項目を加筆・訂正などしてくださる協力者を求めています（P:映画/PJ芸能人）。 |